# Protoribotritia aberrans
Protoribotritia aberrans är en kvalsterart som först beskrevs av Johann Christian Friedrich Märkel och Meyer 1959.  Protoribotritia aberrans ingår i släktet Protoribotritia och familjen Oribotritiidae. Inga underarter finns listade i Catalogue of Life.